# Artabotrys dielsianus
Artabotrys dielsianus là loài thực vật có hoa thuộc họ Na. Loài này được Le Thomas mô tả khoa học đầu tiên năm 1969.